# عبد الرحمن الشاطري
عبد الرحمن الشاطري (5 مايو 1981) إعلامي سعودي مذيع / مقدم / مراسل في قناة الحرة. هو الآن يقدم فقرات صباحية على قناة الشرق للأخبار في دبي 

## نشأته
ولد عبد الرحمن الشاطري في محافظة الخرج حيث قضى مراحله الدراسية إلى أن تخرج من جامعة الملك فيصل (انتساب) تخصص إدارة أعمال

## الحياة المهنية
بدأ الحياة المهنية عام 2005 في الشركة السعودية للإتصالات الصوتية والمعلومات وهي شركة متعاقدة مع شركة الاتصالات السعودية حيث تسلّم مهام العمل مشرفاً على نقاط البيع حتى عام 2016 غادرها مستمراً في العمل الإعلامي مذيعاً ومقدماً لبرامج تلفزيونية في قناة الإخبارية إلى جانب الكتابة الصحفية الحرة في صحيفة العرب اللندنية وعضو مؤسس لوحدة الدراسات السياسية في مركز سمت للدراسات

## النشاط الإعلامي
مارس العمل الإعلامي عام 2008 وأنشأ أول صحيفة إلكترونية اختار لها اسم الشرق، حيث كانت تُعنى بالأخبار السياسية، الرياضية، الاجتماعية، توقفت بعد عام نتيجة ظروف، ثم عاد 2013 وألتحق في قناة صلة الأسرية معداً لبرنامج معتدلون يقدمه القاضي الدكتور عيسى الغيث، انتقل بعد عام إلى قناة الرياضية السعودية مراسل / معد برامج، حتى عام 2015، انتقل إلى قناة الثقافية السعودية مذيع نشرات رئيسية، ثم إلى القناة الإخبارية السعودية أهم المحطات التلفزيونية السعودية الرسمية عام 2016 مذيعاً نشرات إخبارية ومقدماً رئيسياً لبرامج طبعة المشاهد، اليوم الثامن، هنا الرياض حتى 15 يناير 2018، حيث انتقل إلى العمل مع الكوادر الإعلامية الجديدة في قناة الحرة بعد إعادة الهيكلة وانطلاق قناتا «الحرة» و«الحرة - عراق» على مشاهديهما في الشرق الأوسط وشمال إفريقيا بحلتين جديدتين ومختلفتين مطلع تشرين الثاني/ نوفمبر 2018 

## الدورات المهنية
كان يفتقد بعض المهارات الإعلامية الهامة، ما حدا به الالتحاق بدورات تساعده على احتراف العمل الإعلامي، حيث درس 4 شهور في أكاديمية الأمير أحمد بن سلمان للإعلام التطبيقي  (برنامج المذيع الشامل) في عام 2013، ثم ألتحق في دورة أخرى في معهد الجزيرة للإعلام (أكاديمية الجزيرة للتدريب سابقاً) في أغسطس عام 2015 

## برنامج هناالرياض
اشتهر المذيع الشاطري على شاشة الإخبارية السعودية في تقديم برنامج هنا الرياض، الذي يناقش الحدث السياسي اليومي وقد صاغ فكرته الأستاذ جاسر الجاسر المشرف العام على قناة الإخبارية سابقاً، حيث حظي البرنامج بإشادة واسعة في طرح المواضيع السياسية الآنية في منطقة تكتظ بالأزمات والتحالفات والتغييرات والتقلبات، وبنى البرنامج سمعة مهمة من خلال استضافة نخبة من السياسيين، على سبيل المثال:
| م | الاسم                     | الصفة الرسمية                                                                                  |
| - | ------------------------- | ---------------------------------------------------------------------------------------------- |
| 1 | الدكتور عبدالله الربيعة   | المستشار بالديوان الملكي السعودي، المشرف العام على مركز الملك سلمان للإغاثة والأعمال الإنسانية |
| 2 | الأستاذ محمد آل جابر      | سفير المملكة العربية السعودية في جمهورية اليمن الديمقراطية الشعبية                             |
| 3 | العقيد الركن تركي المالكي | المتحدث الرسمي باسم قوات التحالف العربي لإستعادة الشرعية في اليمن                              |
| 4 | السفير وليام لاسي سوينغ ‏  | المدير العام المنظمة الدولية للهجرة (IOM)                                                      |
| 5 | بانوس مومتزيس             | مساعد الأمين العام للأمم المتحدة والمنسق الإقليمي للشؤون الإنسانية في الأزمة السورية           |

## وصلات خارجية
- برنامج اليوم الثامن مع الإعلامية السياسية اللبنانية ماريا معلوف
- برنامج طبعة المشاهد مع الدكتور عبد الرحمن الحبيب